# Velburg
Velburg est une ville de Bavière (Allemagne), située dans l'arrondissement de Neumarkt in der Oberpfalz, dans le district du Haut-Palatinat. Elle est située à 17 km au sud-est de Neumarkt in der Oberpfalz, et à 39 km au nord-ouest de Ratisbonne.

## Composition
La municipalité politique de Velburg est composée de 49 parties:
- Albertshofen
- Altenveldorf
- Bernla
- Bogenhof
- Dantersdorf
- Deusmauer
- Diesenhof
- Distlhof
- Dürn
- Federhof
- Finsterweiling
- Freudenricht
- Gehermühle
- Günching
- Habsberg
- Harenzhofen
- Haumühle
- Hennenhof
- Hollerstetten
- Kirchenwinn
- Krondorf
- Lengenfeld
- Mantlach bei Velburg
- Matzenhof
- Neudiesenhof
- Oberweickenhof
- Oberweiling
- Oberwiesenacker
- Ollertshof
- Ostermühle
- Pathal
- Prönsdorf
- Rammersberg
- Regenfußmühl
- Reichertswinn
- Richterhof
- Richthof
- Richthofen
- Ronsolden
- Sankt Colomann
- Sankt Wolfgang
- Schafhof
- Schallermühle
- Schwaighof
- Sommertshof
- Unterweickenhof
- Unterwiesenacker
- Velburg
- Vogelbrunn

## Monuments historiques
- Ruine du château Velburg (de)
- Ruine du château Helfenberg (de)
- Ruine du château Adelburg (de) près de Hollerstetten
- Église de pèlerinage Maria Heil der Kranken de Habsberg
- Église paroissiale Nativité-de-la-Sainte-Vierge à Oberweiling
- Église paroissiale municipale Saint-Jean-Baptiste, église à trois nefs dont la partie la plus ancienne remonte au XIIIe siècle.
- Église de pèlerinage Saint-Wolfgang, église gothique tardive, par le passé un lieu de pèlerinage important de Wolfgang de Ratisbonne.
- Église de pèlerinage Sacré-Cœur (1770/1792) avec ermitage, la seule église de pèlerinage Sacré-Cœur en Bavière.

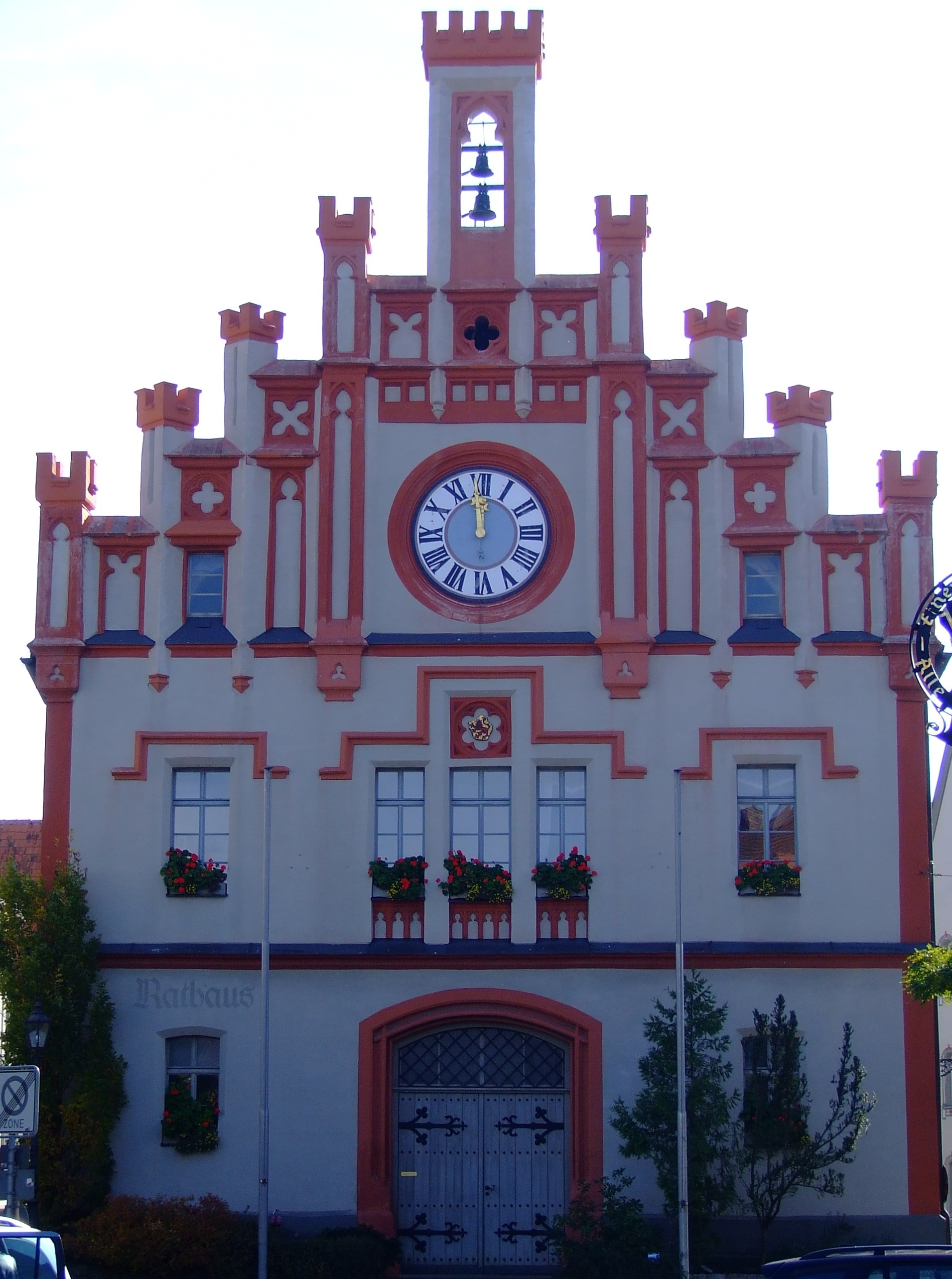
Hôtel de ville de Velburg
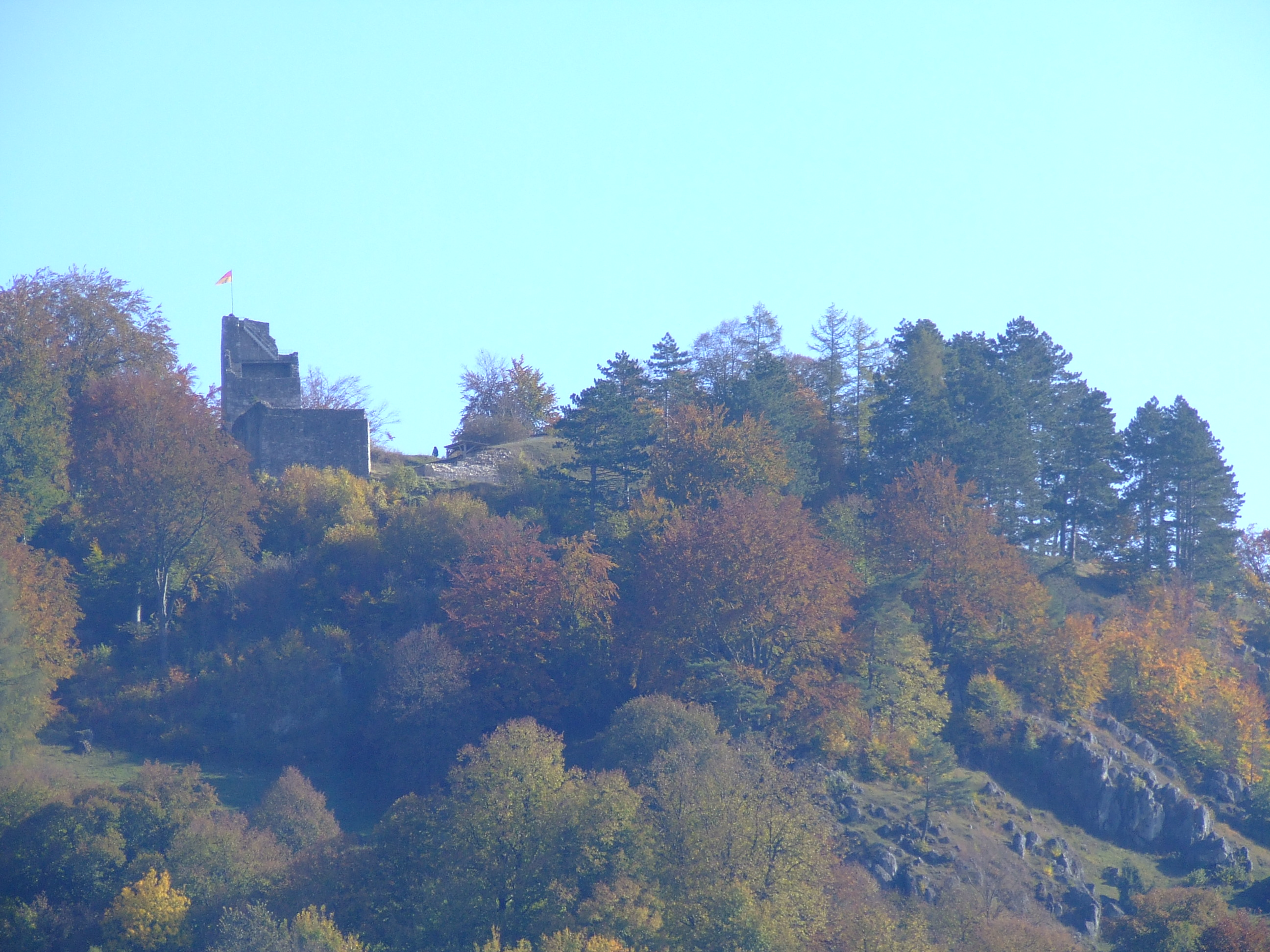
Ruine du château de Velburg
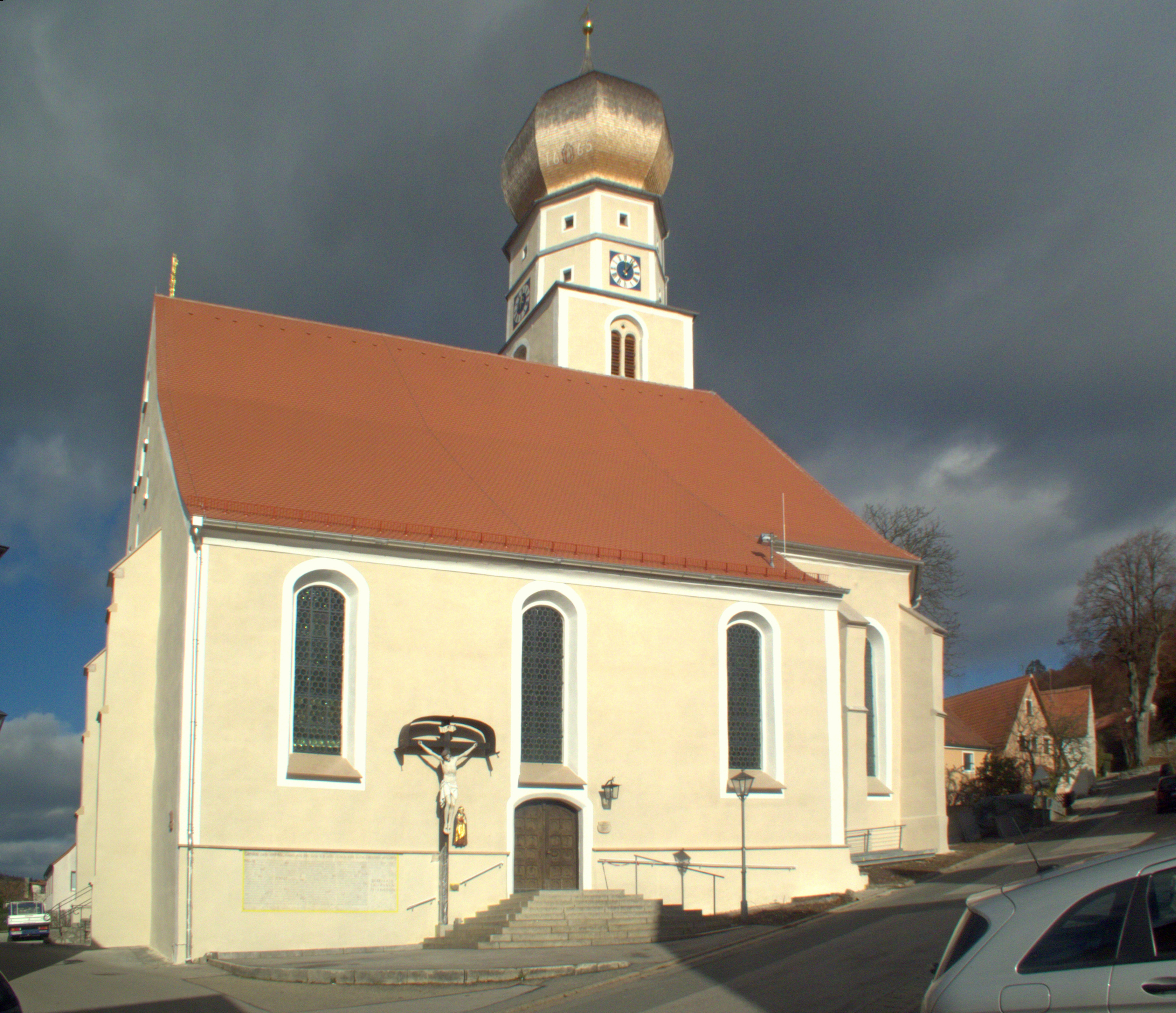
Église Saint-Jean-Baptiste
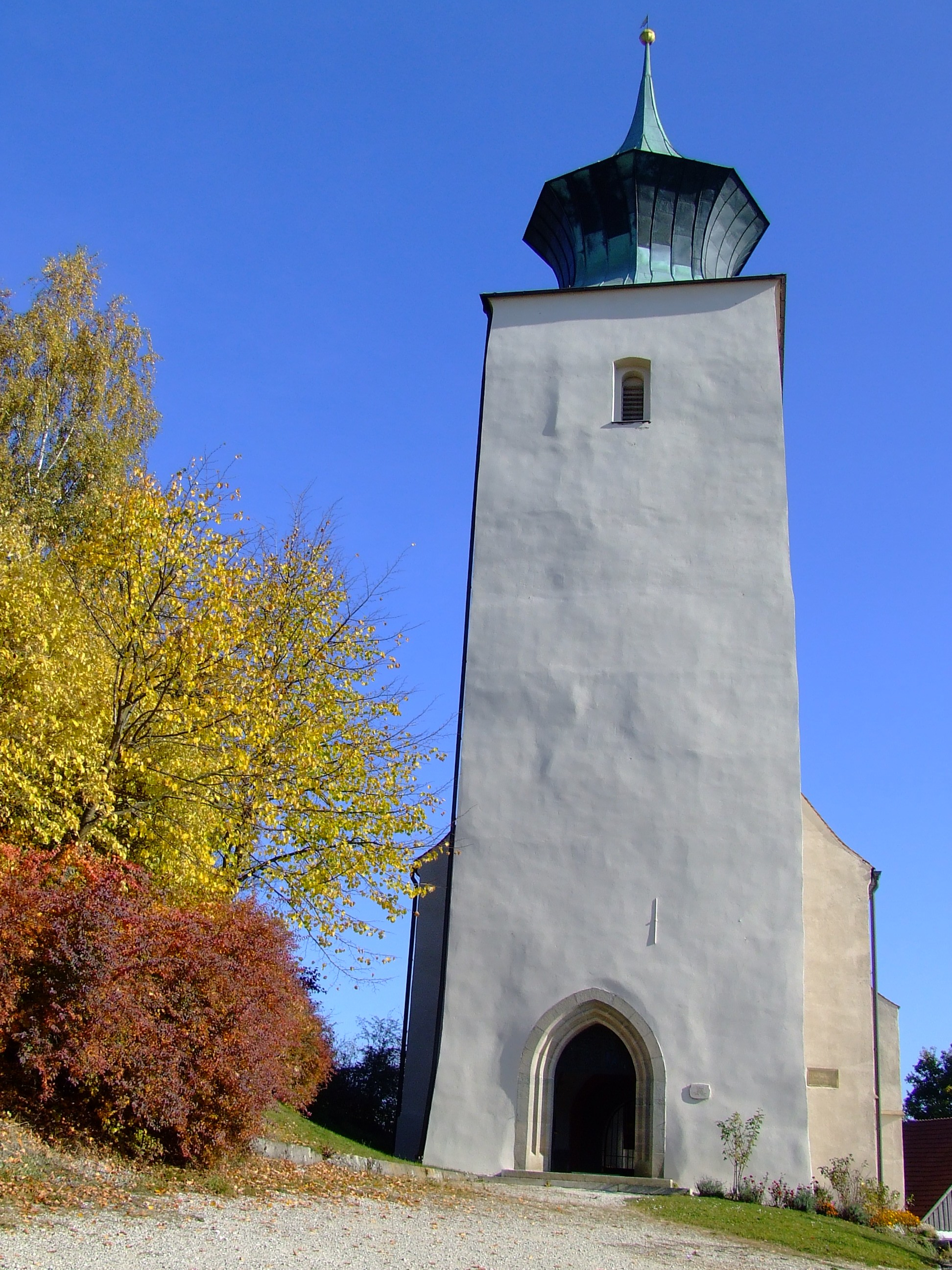
Église de pèlerinage Saint-Wolfgang

## Géotopes
Sur le territoire de la commune Velburg sont localisés sept des géotopes répertoriés par le Bayerisches Landesamt für Umwelt (de) :
- La König-Otto-Tropfsteinhöhle près de Sankt Colomann (373H001)
- Le Hohlloch près de Sankt Wolfgang (373H002)
- La Hohenberghöhle à l’ouest de Velburg (373H005)
- La Mantlacher Doline (373R001)
- Le Schwammerl-Felsen à ouest de Sankt Colomann (373R002)
- Le Hohllochberg près de Velburg (373R003)
- Le dolomite au Burgberg du château Velburg (373R004)

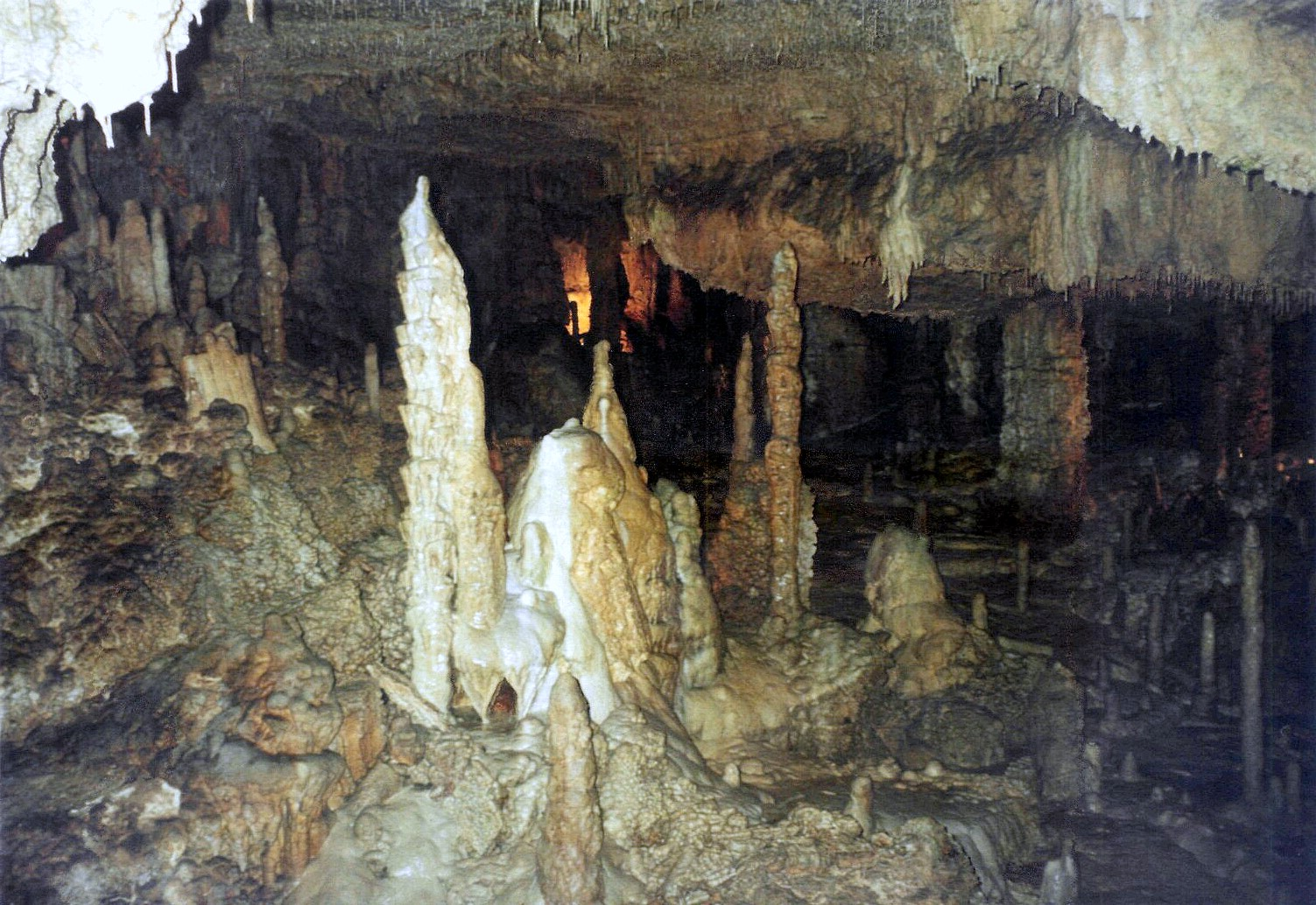
König-Otto-Tropfsteinhöhle
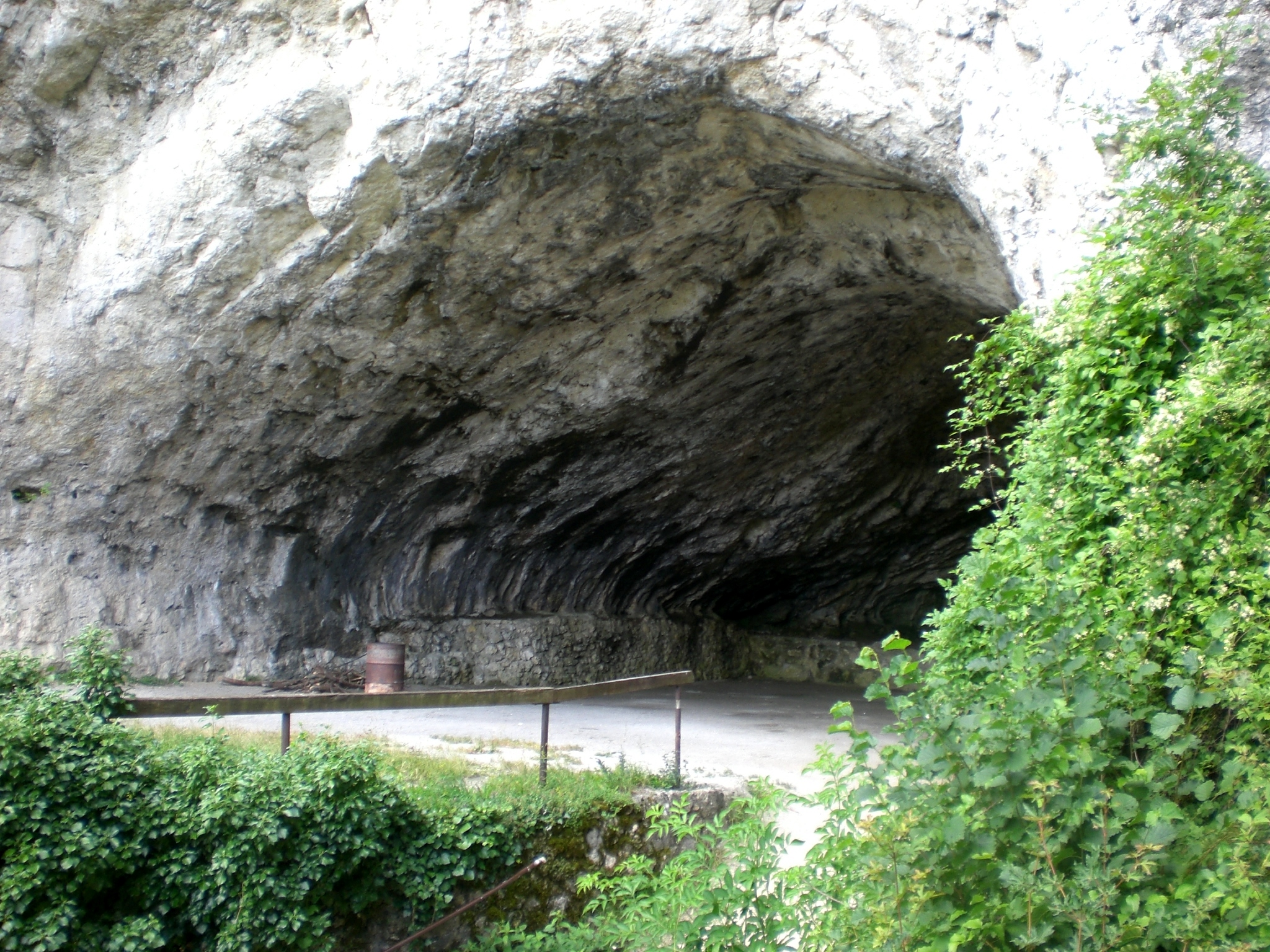
Hohlloch
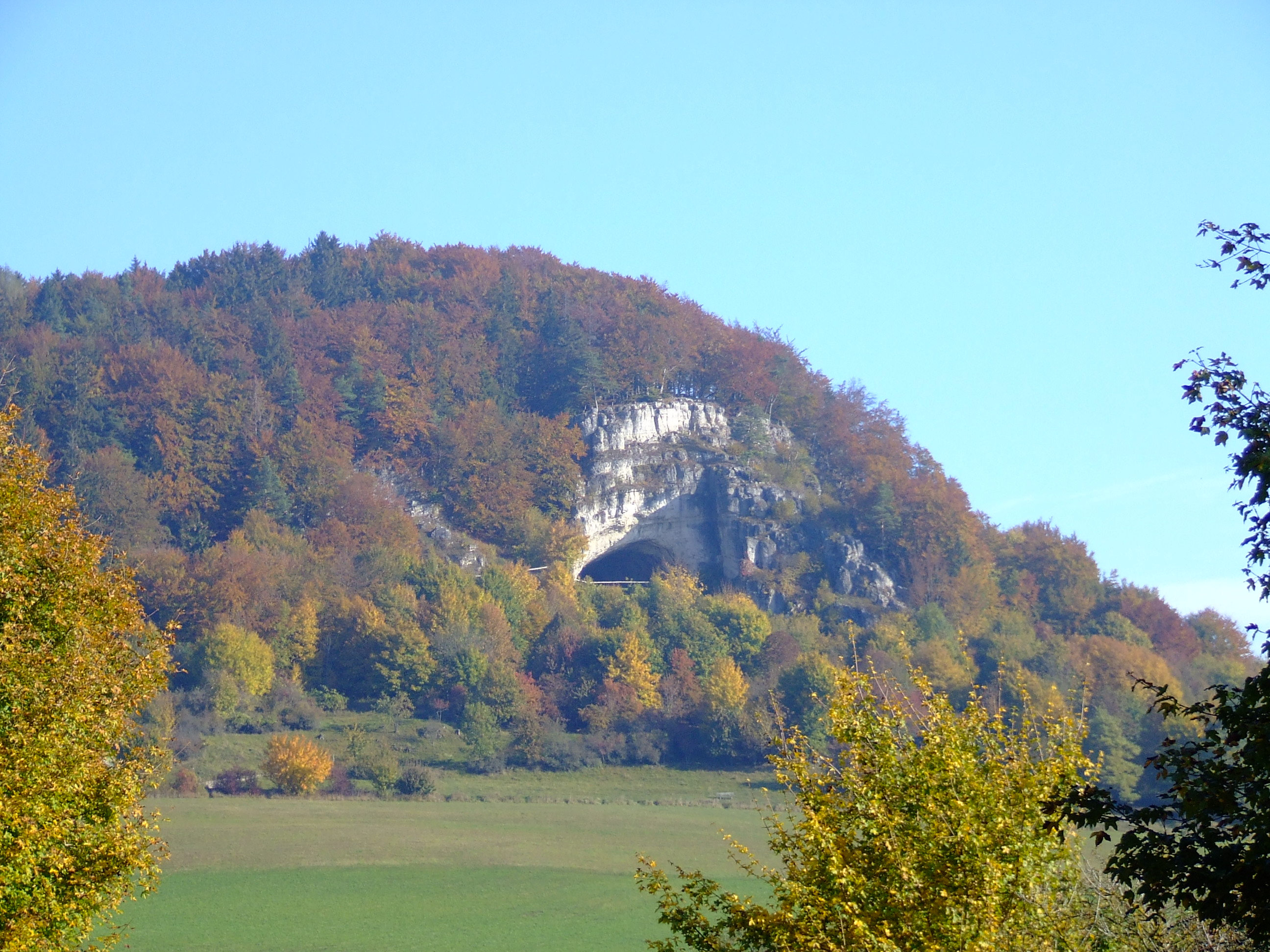
Hohllochberg

## Personnalités nées dans la ville
- Xaver Strauß (de) (* 29 mai 1910; † inconnu), SS-Hauptsturmführer et chef de la gestion locale au camp de concentration Mauthausen
- Rosa Sucher (de) (* 23 février 1849; † 16 avril 1927), chanteuse dramatique soprano
- Richard Paul Wagner (* 25 août 1882 à Berlin; † 14 février 1953 a Velburg), concepteur de la Einheitsdampflokomotive (de)